# Polyrhachis pallipes
Polyrhachis pallipes é uma espécie de formiga do gênero Polyrhachis, pertencente à subfamília Formicinae.